# Охайо
Вижте пояснителната страница за други значения на Охайо.
Охайо (на английски: Ohio) е щат в САЩ, чийто пощенски код е OH. Столицата на щата е град Кълъмбъс. Охайо е с население от 11 658 609 (2017). Общата площ на щата е 116 098 km², от които 106 052 km² суша и 10 050 km² вода (8,66%).      
На 1 март 1803 г. Охайо става 17-ият щат на САЩ. Намира се в Севера на САЩ. Разположен между езерото Ери и р. Охайо. Хълмиста равнина. Умерено-континентален климат. Главна река – Охайо. Широколистни гори. Един от най-развитите в стопанско отношение щати. Развити са промишлените отрасли: въгледобивна, металургична, металообработване, каучукова, атомна, химическа, хранителна промишленост. Интензивно селско стопанство. Животновъдство и зърнопроизводство са основните развити подотрасли. Силно развит транспорт. По-важни градове: Кливлънд, Синсинати, Акрон, Толидо.

## Градове
- Брънзуик
- Дейтън
- Йънгстаун
- Кент
- Кливланд
- Кълъмбъс
- Синсинати
- Спрингфийлд
- Толидо
- Уорън

## Окръзи
Охайо се състои от 88 окръга:
1. Адамс
2. Алън
3. Атънс
4. Ашланд
5. Аштъбюла
6. Белмонт
7. Браун
8. Бътлър
9. Ван Уърт
10. Вашингтон
11. Винтън
12. Галия
13. Грийн
14. Гърнзи
15. Дарк
16. Делауеър
17. Джаксън
18. Джеферсън
19. Джиога
20. Дифайънс
21. Ери
22. Каяхога
23. Керъл
24. Кларк
25. Клермонт
26. Клинтън
27. Колумбиана
28. Кроуфорд
29. Къшоктън
30. Лейк
31. Ликинг
32. Логан
33. Лорейн
34. Лорънс
35. Лукас
36. Мариън
37. Маями
38. Мегз
39. Медина
40. Медисън
41. Монро
42. Монтгомъри
43. Морган
44. Мороу
45. Мърсър
46. Мъскингъм
47. Махонинг
48. Нобъл
49. Нокс
50. Оглейз
51. Отава
52. Пайк
53. Пери
54. Пикъуей
55. Полдинг
56. Портидж
57. Пребъл
58. Путнам
59. Ричланд
60. Рос
61. Сайота
62. Сандъский
63. Сенека
64. Старк
65. Съмит
66. Тръмбъл
67. Тъскарауъс
68. Уайъндот
69. Уд
70. Уейн
71. Уилиямс
72. Уорън
73. Файет
74. Феърфийлд
75. Франклин
76. Фултън
77. Хайланд
78. Хамилтън
79. Ханкок
80. Хардин
81. Харисън
82. Хенри
83. Хокинг
84. Холмс
85. Хюран
86. Шампейн
87. Шелби
88. Юниън